# Storia di Nessuno
Storia di Nessuno (Nobody's Story) è un racconto breve di Charles Dickens del 1853.
Insieme ai racconti di altri autori, uscì in occasione del Natale come pubblicazione speciale per la rivista Household Words, curata da Dickens. Con tematiche tipiche dell'autore, è conosciuto e apprezzato nei paesi anglosassoni, ma è pubblicato per la prima volta in Italia nel 2012, nella raccolta Racconti dal Focolare - Gli inediti di Charles Dickens.